# San Giorgio Bigarello
San Giorgio Bigarello (San Sòrs Bigarèl in dialetto mantovano) è un comune italiano sparso di 11 874 abitanti della provincia di Mantova in Lombardia, nato il 1º gennaio 2019 dalla fusione tra i disciolti comuni di San Giorgio di Mantova e Bigarello, divenuti municipi. La sede comunale si trova nella località di Mottella.

## Origini del nome
Il nome di San Giorgio deriva dal santo martire vissuto nel IV secolo. Il nome di Bigarello deriva forse dalla biga dei romani.

## Storia
I due comuni di San Giorgio di Mantova e Bigarello avviarono il processo che avrebbe portato alla fusione nel marzo 2016, con la costituzione dell'Unione di comuni lombarda San Giorgio e Bigarello. In seguito al referendum del 9 settembre 2018 l'unione è stata sciolta in quanto il comune di Bigarello è stato incorporato in quello di San Giorgio, che ha contestualmente mutato denominazione.

### Simboli
Dopo la fusione di San Giorgio di Mantova con Bigarello, nel dicembre 2022 è stato indetto un referendum popolare che ha portato alla scelta dello stemma per il nuovo comune.

## Società

### Evoluzione demografica
Abitanti censiti

## Cultura

### Musei
- Museo Tullo Pezzo, collezione privata dedicata alle automobili e motociclette BMW d'epoca[11]

## Infrastrutture e trasporti

### Strade
Il comune è raggiungibile attraverso il casello di Mantova nord dell'Autostrada A22, ubicato in prossimità della frazione Mottella.
Il comune è attraversato anche dalla ex SS 10 Padana Inferiore, dalla ex SS 249 Gardesana Orientale, dalla SP 25 e dalla SP 28.

### Ferrovie
Il territorio è attraversato dalla linea ferroviaria Mantova-Monselice, che serve il comune con la stazione di Gazzo di Bigarello.

### Mobilità urbana
Le linee interurbane che servono il comune sono:
6 Mantova - Canedole

15 Mantova - Villimpenta

148 Verona - Mantova

Le prime due linee sono gestite dall'azienda APAM, la terza è gestita dall'ATV.
Le frazioni Stradella, Mottella e Tripoli sono servite anche dalle linee urbane n°4 e 12 del trasporto pubblico locale della città di Mantova.

## Amministrazione
Dal 2019 al 2024 il sindaco è stato Beniamino Morselli, mentre dal 10 giugno 2024 il primo cittadino è Davide Dal Bosco.